# Hema Upadhyay
Hema Upadhyay (nacida como Hema Hirani; Vadodara, Guyarat; 18 de mayo de 1972-Bombay, Maharashtra; 12 de diciembre de 2015) fue una fotógrafa, artista y escultora india.

## Biografía
Era hija de Bina Hirani. Estudió arte en la Universidad Maharaja Sayajirao de Vadodara. Era conocida por sus fotografías y por ser artista de instalaciones escultóricas cuyas obras se han expuesto en gran número de países. Desde 2004, Hema Upadhyay presentó instalaciones que formaban parte de varias muestras colectivas, como el Centro Ullens de Arte Contemporáneo de Pekín, China; National Portrait Gallery de Canberra, Australia; Centre Pompidou en París, Francia; Museo de la Seam en Jerusalén, Israel; Museo MACRO en Roma, Italia; IVAM en Valencia, España; Mart Museo en Italia; Mori Art Museum, Tokio, Japón; Percha Bicocca en Milán, Italia; Centro Cultural de Chicago en Chicago, EE. UU.; Escuela Nacional Superior de Bellas Artes en París, Francia; Fukuoka Asian Art Museum en Fukuoka, Japón; Fundación Japón en Tokio y el Henie Onstad Kunssenter en Oslo, Noruega. Fue galardonada por la Academia Nacional de Artes, y también fue una de las autoras más cotizadas.

## Vida privada
Contrajo matrimonio con el artista Chintan Upadhyay en 1998 y se instalaron en Bombay. Trabajaron juntos en numerosas exposiciones, antes de presentar una demanda de divorcio en 2010. Chintan se trasladó luego a Delhi y Hema contrató al abogado Harish Bhambani para que la representara en diversos casos que tenía abiertos contra su exmarido Chintan Upadhyay, incluido el de divorcio.
Hema Upadhyay desapareció el 11 de diciembre de 2015, y su abogado Harish Bhambani, que la representaba desde el 2013 por el caso de acoso de su exesposo, en la misma fecha.
Falleció el 12 de diciembre de 2015, a los 43 años. Fue encontrada asesinada en Bombay, junto con su abogado, Harish Bhambani, de 65 años.

## Presentaciones

### Presentaciones solistas
- 2001, La ninfa y el adulto, Espacio de Arte en Sídney
- 2001, Memorias de sudor dulces, Galería Chemould en Bombay
- 2004, Debajo, Galería Chemould en Bombay
- 2008, Universo gira en, Instituto Singapur Tyler Print en Singapur
- 2009, Cuando las abejas chupan, Reapertura del Museo MACRO en Roma
- 2011, Moderniznation, Espace Topographie de l'Art, Festival de Otoño a París
- 2011, Princesas, Estudio La Citta en Verona, Italia
- 2012, Mute Migración, Galería de Arte de Nueva Gales del Sur en Sídney, Australia
- 2012, extra ordinaria de la Facultad de Bellas Artes de Baroda y VADEHRA Galería de Arte en Nueva Delhi.

### Presentaciones como invitada
- 2001, Espacio de Arte, en Sídney
- 2003, VASL Internacional Artists Residency, Karachi
- 2008, Instituto Imprimir Singapore Tyler, Singapur
- 2007, Mattress Factory, Pittsburgh, EE. UU.
- 2010, Atelier Calder, Sache, Francia

## Galería

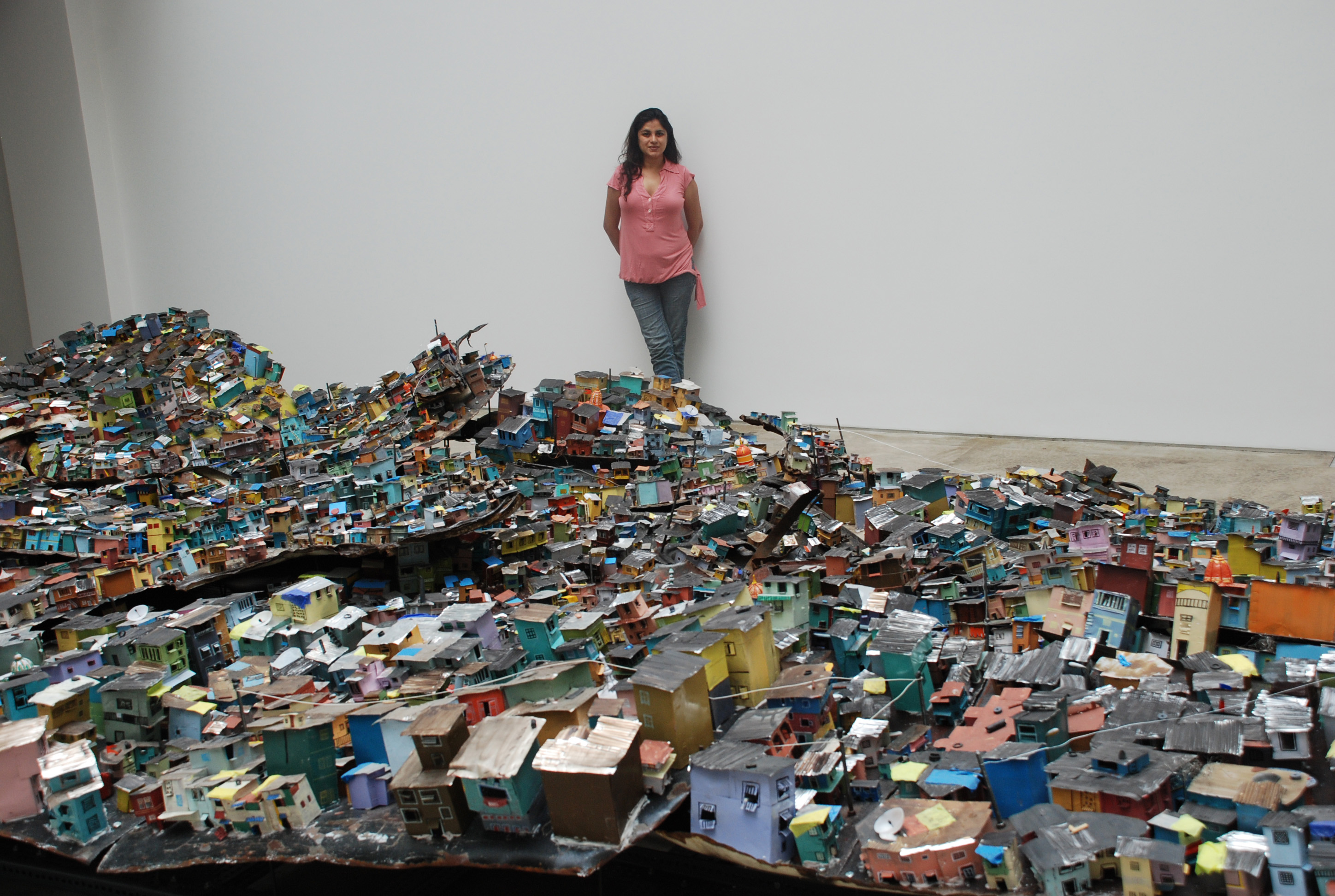
Hema Upadhyaydream en 2006
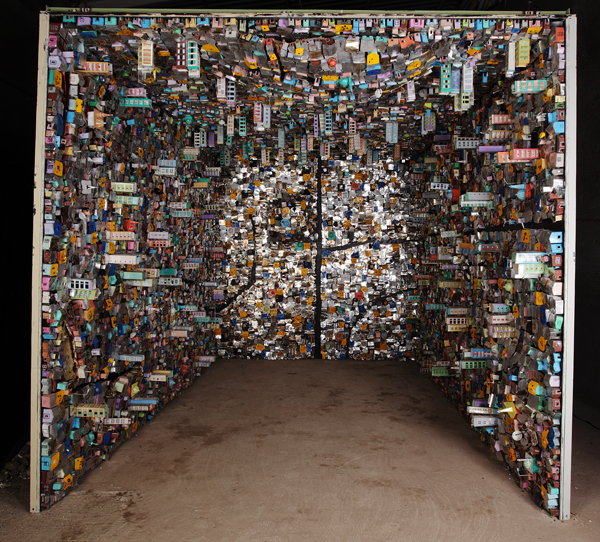
Instalación en 2009
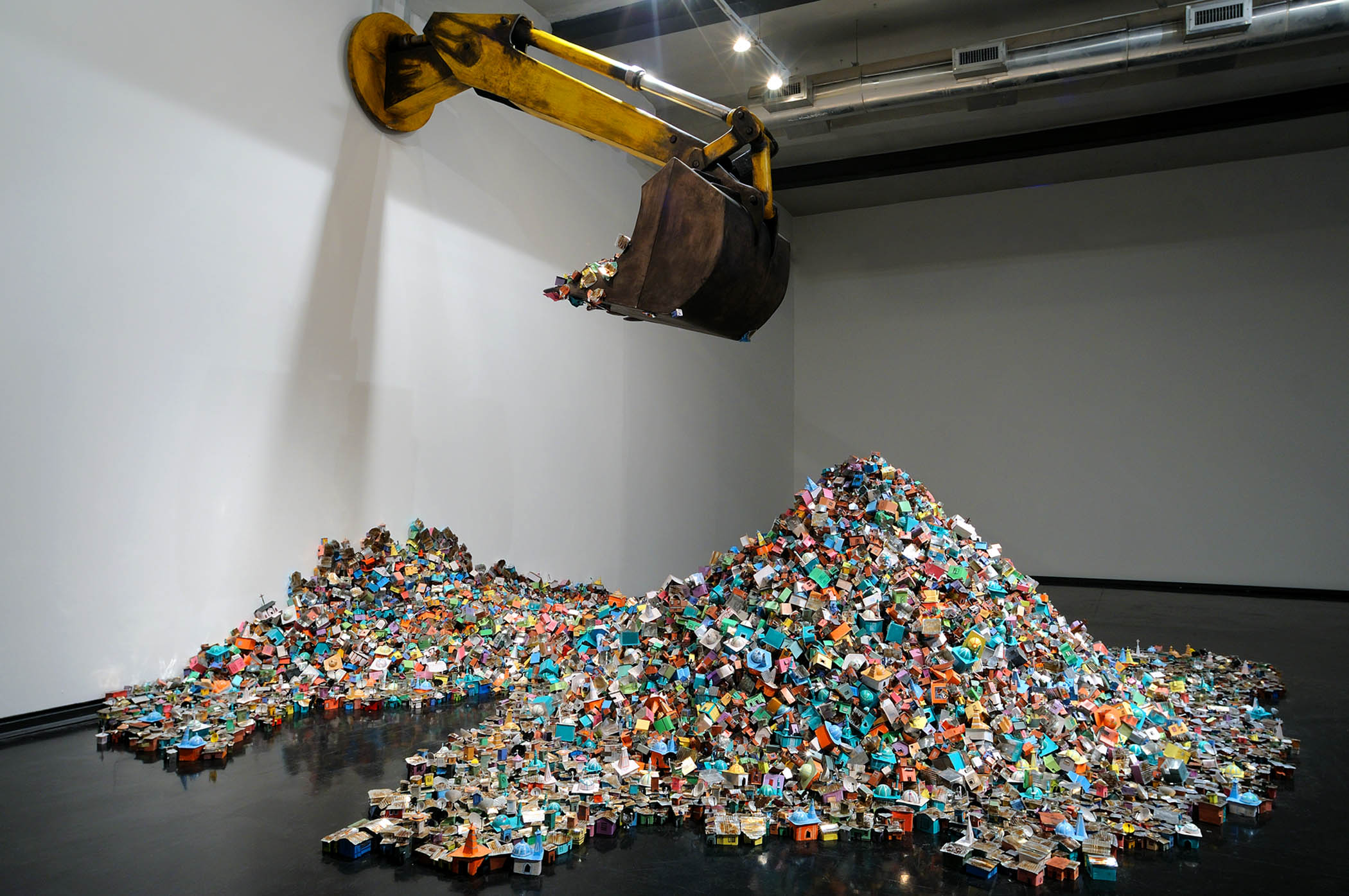
Italia en 2009
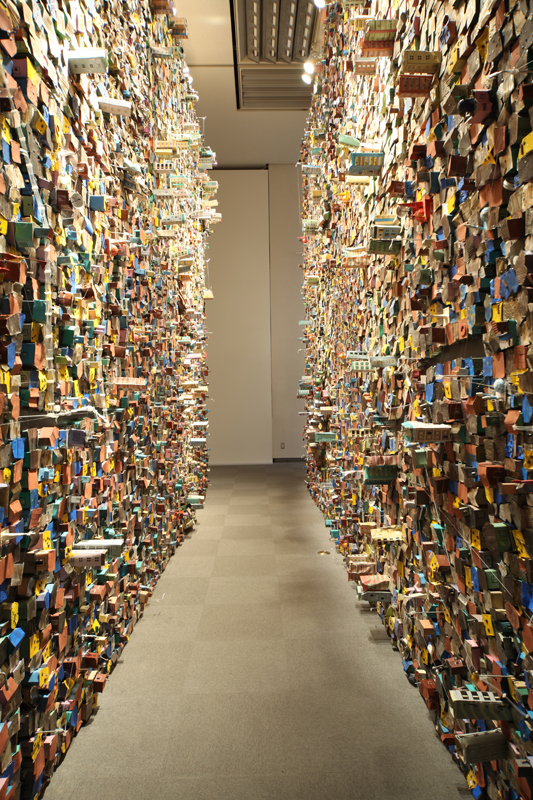
Francia en 2010